# Suikereucalyptus
De suikereucalyptus (Eucalyptus viminalis) is een boomsoort uit het oosten en zuidoosten van Australië.

## Kenmerken
De volwassen suikereucalyptus is een gewoonlijk tot 30 m hoge en 15 m brede, rechtopgaande, ranke boom met bovenaan een gladde schors die in lange repen loslaat. Ouder schors is grijs of donkergrijs maar waar de schors zich heeft verjongd varieert deze van kleur van geel en wit naar grijs. De onderstam neigt ertoe de oude schors niet af te stoten, waardoor deze een veel ruwer en donkerder uiterlijk vertoont. De volwassen bladeren zijn langwerpig lancetvormig, 10-20 cm lang, matgroen van kleur en hangen verticaal af. Jongere bladeren zijn lichtgroen en gepaard. De boom is groenblijvend, dus de boom behoudt zijn blad in de zuidelijke winter. In de zomermaanden januari tot april bloeit de boom met kleine, witte, tweeslachtige bloeiwijzen, gevolgd door harde, veelkantige, vrijwel bolronde vruchtdozen. De soort brengt van tijd tot tijd reuzen voort. Op dit moment is het grootste individu van de soort 89 m hoog. Deze boom genaamd “White Knight” bevindt zich bij Mathinna in het noordoosten van Tasmanië..

## Voorkomen en verspreiding
Deze boomsoort komt wijdverspreid voor in de gematigde klimaatzone van Australië, hoofdzakelijk in het oosten van New South Wales, in Victoria en Zuidoost-Zuid-Australië en op Tasmanië. De hardheidszone is 9-10 De boom verdraagt derhalve lichte vorst. Buiten het oorspronkelijke verspreidingsgebied is de soort door de mens ook elders geïntroduceerd, waaronder in Californië en Hawaï in de VS. De soort geeft de voorkeur aan koele, vochtige biotopen met over het algemeen een rijke grond en tot 1400 m hoogte.

## Afhankelijke diersoorten
Het blad is de favoriete voedselbron van de koala (Phascolarctos cinereus). Dit is een van de zeer weinige grotere diersoorten die de giftige bestanddelen die erin voorkomen kunnen afscheiden. Door insecten toegebrachte beten aan het hout en de bladeren resulteren in de afscheiding van een kleverige substantie dat uiteindelijk indroogt tot onregelmatig gevormde, witte korrels. Deze zijn eetbaar, want bestaan voornamelijk uit suikers (hoofdzakelijk raffinose). Deze “manna” is van groot belang in de voedselvoorziening van energiebehoeftige dieren zoals boombewonende klimbuideldieren waaronder de suikereekhoorn (Petaurus Breviceps) en grote suikereekhoorn (Petaurus australis) en voor vogels als de Tasmaanse diamantvogel (Pardalotus quadragintus).

## Belang voor de mens
De zogenaamde manna is eetbaar, smaakt aangenaam zoet en werkt mild laxerend.
Het hout dat de boom levert is gewoonlijk lichtroze tot rozebruin van kleur, vaak met een opvallende lichtgrijze tekening. Het spinthout is duidelijk van het kernhout te onderscheiden. Door de mooie roze kleur van het hout en het feit dat het relatief makkelijk te verwerken is ligt het gebruik in de meubelfabricage voor de hand. Omdat het hout niet uitzonderlijk sterk en houdbaar is, wordt het maar beperkt in de bouw gebruikt. Een enkele keer wordt het toegepast in de houtskeletbouw. Ook kan het voor de papierfabricage worden gebruikt.
In Zuid-Europa wordt de boom aangeplant ter bestrijding van erosie en muggenplagen (de plant trekt vocht uit natte grond weg en ontneemt de muggen zo hun broedgelegenheid). De bloemen zijn rijk aan nectar en dit maakt het een goede bijenplant.